# Anthrenus pulaskii
Anthrenus pulaskii là một loài bọ cánh cứng trong họ Dermestidae. Loài này được Kadej miêu tả khoa học năm 2011.

## Etymologie
Het epitheton is een patroniem ter ere van de Pools-Amerikaanse patriot Kazimierz Pulaski.

## Voorkomen
Anthrenus pulaskii is alleen bekend van Blythe in Hoa Kỳ.